# Katarzyna Kopaczyńska-Pieczniak
Katarzyna Irmina Kopaczyńska-Pieczniak (ur. 1967) – polska prawniczka, doktor habilitowana nauk prawnych, profesor uczelni Instytutu Nauk Prawnych Wydziału Prawa i Administracji Uniwersytetu Marii Curie-Skłodowskiej.

## Życiorys
W 1991 ukończyła studia prawnicze na Uniwersytecie Marii Curie-Skłodowskiej w Lublinie, 5 grudnia 2001 obroniła pracę doktorską Ustanie członkostwa w spółce z ograniczoną odpowiedzialnością, 4 lipca 2013 habilitowała się na podstawie pracy. Otrzymała nominację profesorską. Została zatrudniona na stanowisku profesora nadzwyczajnego w Instytucie Prawa Cywilnego na Wydziale Prawa i Administracji UMCS oraz wykładowcy Katedrze Administracji na Wydziale Nauk Społecznych Wyższej Szkole Przedsiębiorczości i Administracji w Lublinie.
Piastuje funkcję profesora Instytutu Nauk Prawnych Wydziału Prawa i Administracji UMCS oraz kierownika Katedry Prawa Gospodarczego i Handlowego. Była dyrektorem w Instytucie Prawa Cywilnego na tym Wydziale.